# Bụng

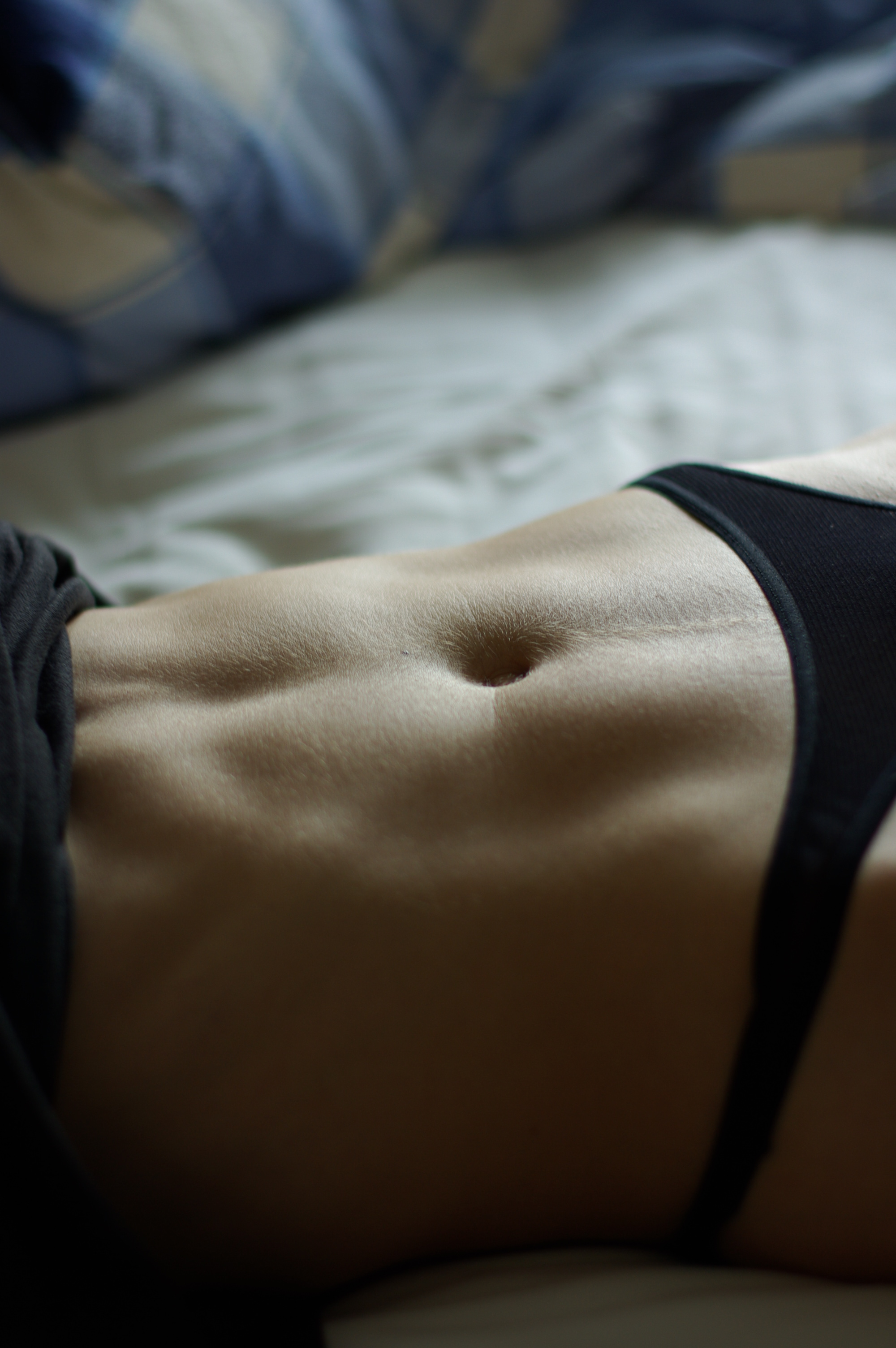
Bụng phụ nữ.

Bụng, ở các động vật có xương sống như động vật có vú, cấu thành nên một phần của cơ thể giữa phần ngực và xương chậu. Vùng được bao bọc kín bởi bụng được gọi là khoang bụng (ổ bụng) và chứa hầu hết các cơ quan của hệ tiêu hóa như dạ dày, ruột, gan, v.v. Ở các động vật chân đốt nó là phần sau cùng theo thứ tự là đầu, ngực và bụng.